# Chloé Henry
Pour les articles homonymes, voir Henry.
Chloé Henry, née le 5 mars 1987 à Corpus Christi (États-Unis), est une athlète belge, spécialiste du saut à la perche ainsi qu'une gymnaste artistique.

## Biographie
Chloé Henry naît le 5 mars 1987 aux États-Unis, pays dans lequel elle vivra jusqu'à l'âge de 8 ans. Sa famille retourne en Belgique et elle commence sa carrière de gymnaste artistique. Elle possède la double nationalité belgo-américaine.
Elle participe aux versions anglaises et françaises de Ninja Warrior. Lors de la version française, elle impressionne lors des demi-finales par sa force et son agilité, mais chute lors du quatrième obstacle et échoue à se qualifier pour la finale.
Elle mesure 1,70 m pour 59 kg et est licenciée aux clubs Royal Excelsior Sports Club Brussels (Belgique) et Cercle athlétique de Montreuil 93 (France). Elle est entraînée par Herbert Czingon.

### Carrière en gymnastique artistique (2004 - 2007)
Chloé Henry commence sa carrière sportive en gymnastique artistique. Son premier championnat international est le championnat d'Europe 2004 où elle termine 35e du concours général. L'année suivante, lors de la même compétition, elle termine 32e. En 2006, elle devient championne de Belgique et décroche sa qualification aux championnats du monde de gymnastique artistique qu'elle termine à la 77e place. Aux championnats d'Europe, elle termine 21e. En 2007, après une 38e place aux Europe, elle se déplace le coude et manque les mondiaux, ainsi que les Jeux olympiques de Pékin de 2008. À la suite de cette blessure, elle décide de se tourner vers le saut à la perche.

### Carrière en athlétisme (depuis 2008)
En 2008, 5 mois après avoir recommencé le saut à la perche, Chloé Henry remporte la médaille de bronze aux championnats de Belgique (3,35 m). Au fil des années, elle s'améliore et remporte des médailles d'argent pour les 3 années consécutives, avant d'être sacrée championne de Belgique 2012, 2014 et 2015.
En 2013, elle fait ses débuts sur la scène internationale à l'occasion de l'Universiade d'été avec une 6e place (4,30 m), avant de remporter une médaille de bronze à l'édition de 2015 (4,40 m).
En 2016, elle devient la première belge à se qualifier sur la discipline aux Championnats d'Europe.
Elle a détenu les records de Belgique de la discipline avec 4,42 m (plein air) et 4,33 m (en salle) en 2015. Ils ont été battus par Fanny Smets avec 4,46 m (plein air) et 4,34 m (en salle).

## Palmarès
| Date | Compétition           | Lieu      | Résultat | Marque |
| ---- | --------------------- | --------- | -------- | ------ |
| 2013 | Universiade           | Kazan     | 6e       | 4,30 m |
| 2015 | Universiade           | Gwangju   | 3e       | 4,40 m |
| 2016 | Championnats d'Europe | Amsterdam | qual.    | 4,00 m |

## Records
| Épreuve          | Épreuve   | Performance | Lieu       | Date            |
| ---------------- | --------- | ----------- | ---------- | --------------- |
| Saut à la perche | Plein air | 4,42 m      | Waremme    | 22 août 2015    |
| Saut à la perche | En salle  | 4,33 m      | Deux-Ponts | 28 février 2015 |